# Alar Karis

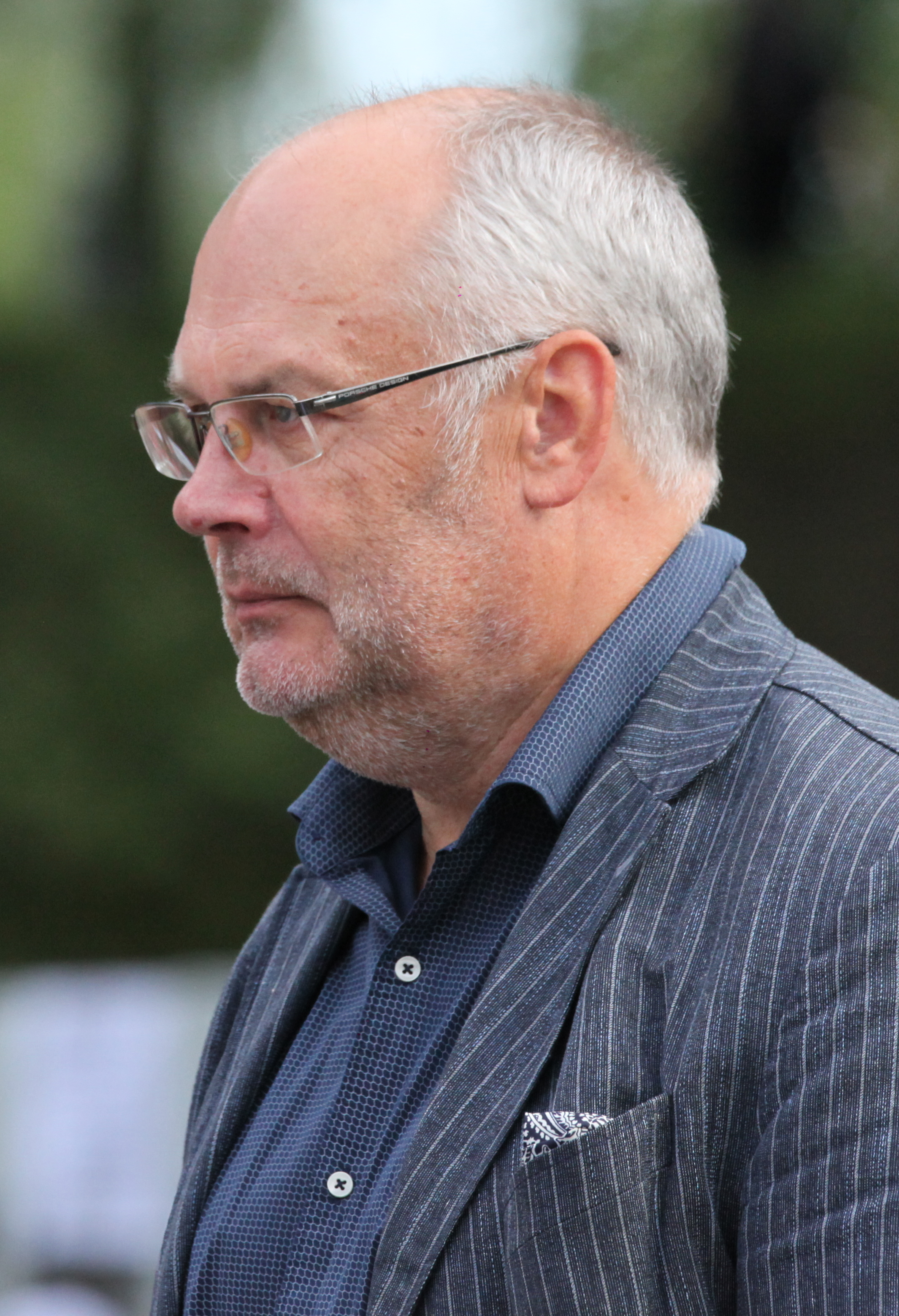
Alar Karis (2021)

Alar Karis (Tartu, 26 de marzo de 1958) es un biólogo y funcionario público estonio, actual presidente de Estonia desde 2021. Anteriormente, fue el director del Museo Nacional de Estonia desde 2018 hasta 2021.
Karis se desempeñó anteriormente como rector de la Universidad de Tartu desde 2007 y 2012, y como Auditor General de Estonia entre 2013 y 2018.
En agosto de 2021, el presidente del Riigikogu Jüri Ratas se le acercó con la perspectiva de que fuese nominado para el cargo de presidente de Estonia en las próximas elecciones de otoño. Aceptó la nominación y su candidatura fue posteriormente respaldada por ambos partidos de la coalición, el Partido Reformista y el Partido del Centro. El 31 de agosto de 2021, Karis fue elegido presidente de Estonia con 72 votos. Sucedió en el cargo a Kersti Kaljulaid; asumió el cargo el 11 de octubre de 2021.

## Vida personal
Karis nació en Tartu el 26 de marzo de 1958. Harry Karis (nacido en 1930), padre de Alar, es un botánico. Se graduó de la Universidad de Ciencias de la Vida de Estonia y en 1999 se convirtió en profesor de la universidad.